# ぎょしゃ座イオタ星
ぎょしゃ座ι星（ぎょしゃざイオタせい、ι Aur / ι Aurigae）は、ぎょしゃ座の恒星で3等星。橙色の輝巨星で、星間塵のせいで約0.6等級暗く見える。

## 惑星系の探索
2007年6月25日から29日にギリシアのサントリーニ島で開催されたExtreme Solar Systems conferenceで Reffert らは、「視線速度の変化から、ぎょしゃ座ι星には、互いに2:1の軌道共鳴の関係にある2つの褐色矮星が伴星として存在している」という説を発表した。これら2つの伴星は約2年と4年の軌道周期を持つとされた。最低質量は得られておらず、今までのところその存在は確認されていない。これまで天体の存在は検出されていないが、767日と1586日の周期で起きる明瞭な視線速度の変化が検出されている。

## 名称
固有名の Hassaleh は、チェコの天文学者アントニン・ベチバーシュ (Antonin Bečvář) の著した星図で付けられた名前で、意味も由来も不明。1996年に刊行されたプラハプラネタリウムのブックレットに拠ると、如何なるギリシア、ラテン、アラビアの文献にも拠らない、全く恣意的な命名であったとされている。2017年6月30日、国際天文学連合の恒星の固有名に関するワーキンググループは、Hassaleh をぎょしゃ座ι星の固有名として正式に承認した。
アラビア語で「御者のかかと」を意味するAl Ḳaʽb dhiʽl ʽInān を縮めたアルカブ (Al Kab) という名前で知られた。ジェフリー・チョーサーが1391年に著したアストロラーベの取り扱い方の説明書 Treatise on the Astrolabe では、アストロラーベ上の目印に用いられている。中国では五車一と呼ばれる。